# Santiago Solari
Santiago Hernán Solari Poggio (Rosario, 1976. október 7. –) argentin labdarúgó.

## Karrierje
Solari eredetileg a Newell's csapatában kezdett játszani. Ezt követően egy évig az amerikai Richard Stockton főiskolán játszott.
Első felnőttcsapata a River Plate volt, majd 1998-ban Spanyolországba, az Atlético de Madridhoz szerződött. 2000-ben a városi rivális Real Madrid játékosa lett.
Bár első szezonjában nem játszott jól, a 2001-02-es szezonban fontos szerepet vállalt a Real BL-győzelmében. A következő idényben már leginkább csak csere volt, ám így is megszerezte újabb bajnoki címét. A következő szezonban visszaszerezte kezdőcsapatbeli pozícióját, ám a Real ebben az évben magához képest nagyon gyenge volt, a bajnokságban csak negyedik lett, és semmilyen címet nem sikerült szereznie.
A 2004-05-ös szezon után az Internazionale igazolta le. 2006-ban kupagyőztes lett, emellett az Inter zsinórban háromszor bajnoki címet ünnepelhetett. 2008-ban, szerződése lejártával ingyen eligazolhatott. Így egyéves szerződést írt alá a San Lorenzóval. A 2009-10-es szezont a mexikói Atlante FC játékosaként töltötte. Innen a szezon végeztével a CA Peñarol csapatába szerződött.
2011. Január 1.-jével visszavonult a profi labdarúgástól. Azóta labdarúgóedzőként tevékenykedett többek között a Real Madrid C és a Real Madrid Castilla labdarúgókluboknál.2018-19 között a Real Madrid elsőosztályú labdarúgóegyesület vezetőedzője.

## Családja
Nem csak Solari, hanem több rokona is labdarúgó, vagy az volt korábban. Unokatestvére, Fernando Redondo szintén a Real Madrid játékosa volt. Nagybátyja, Jorge Solari az 1966-os vb-n játszott. Testvére, Esteban Solari jelenleg az ecuadori élvonalbeli Sociedad Deportiva Aucas csatára.

## Karrierje statisztikái
| Teljesítmény klubjában | Teljesítmény klubjában | Teljesítmény klubjában | Bajnokság | Bajnokság | Kupa         | Kupa         | Nemzetközi  | Nemzetközi  | Összesen | Összesen |
| Szezon                 | Klub                   | Bajnokság              | Mérk.     | Gól       | Mérk.        | Gól          | Mérk.       | Gól         | Mérk.    | Gól      |
| Argentína              | Argentína              | Argentína              | Bajnokság | Bajnokság | Kupa         | Kupa         | Dél-Amerika | Dél-Amerika | Összesen | Összesen |
| ---------------------- | ---------------------- | ---------------------- | --------- | --------- | ------------ | ------------ | ----------- | ----------- | -------- | -------- |
| 1996-97                | River Plate            | Primera División       | 24        | 2         | -            | -            | 1           | 0           | 25       | 2        |
| 1997-98                | River Plate            | Primera División       | 27        | 6         | -            | -            | 9           | 1           | 36       | 7        |
| 1998-99                | River Plate            | Primera División       | 16        | 5         | -            | -            | -           | -           | 16       | 5        |
| Spanyolország          | Spanyolország          | Spanyolország          | Bajnokság | Bajnokság | Copa del Rey | Copa del Rey | Európa      | Európa      | Összesen | Összesen |
| 1998-99                | Atlético de Madrid     | La Liga                | 12        | 1         | -            | -            | 1           | 0           | 13       | 1        |
| 1999-00                | Atlético de Madrid     | La Liga                | 34        | 6         | -            | -            | 7           | 0           | 41       | 6        |
| 2000-01                | Real Madrid CF         | La Liga                | 14        | 4         | -            | -            | 10          | 1           | 24       | 5        |
| 2001-02                | Real Madrid CF         | La Liga                | 28        | 1         | -            | -            | 14          | 4           | 42       | 5        |
| 2002-03                | Real Madrid CF         | La Liga                | 28        | 0         | -            | -            | 11          | 0           | 39       | 0        |
| 2003-04                | Real Madrid CF         | La Liga                | 34        | 5         | -            | -            | 9           | 2           | 43       | 7        |
| 2004-05                | Real Madrid CF         | La Liga                | 27        | 3         | -            | -            | 5           | 0           | 32       | 3        |
| Olaszország            | Olaszország            | Olaszország            | Bajnokság | Bajnokság | Coppa Italia | Coppa Italia | Európa      | Európa      | Összesen | Összesen |
| 2005-06                | Internazionale         | Serie A                | 13        | 3         | 7            | 2            | 6           | 0           | 26       | 5        |
| 2006-07                | Internazionale         | Serie A                | 21        | 1         | 5            | 0            | 4           | 0           | 30       | 1        |
| 2007-08                | Internazionale         | Serie A                | 5         | 0         | 5            | 1            | 5           | 0           | 15       | 1        |
| Argentína              | Argentína              | Argentína              | Bajnokság | Bajnokság | Kupa         | Kupa         | Dél-Amerika | Dél-Amerika | Összesen | Összesen |
| 2008-09                | San Lorenzo            | Primera División       | 14        | 3         | -            | -            | -           | -           | 14       | 3        |
| Összesen               | Argentína              | Argentína              | 81        | 16        | -            | -            | 10          | 1           | 91       | 17       |
| Összesen               | Spanyolország          | Spanyolország          | 177       | 20        | -            | -            | 57          | 7           | 234      | 27       |
| Összesen               | Olaszország            | Olaszország            | 39        | 4         | 17           | 3            | 15          | 0           | 71       | 7        |
| Karrierje összesen     | Karrierje összesen     | Karrierje összesen     | 297       | 40        | 17           | 3            | 82          | 8           | 396      | 51       |

## Edzői statisztika
2022. március 2-án lett frissítve.
| Real Madrid Castilla | spanyol  | 2016. július 29.   | 2018. október 29. | 86  | 32 | 29 | 25 | 112 | 92  | +20 | 37.21 | [ 4 ]                                |
| Real Madrid          | spanyol  | 2018. október 30.  | 2019. március 11. | 32  | 22 | 2  | 8  | 71  | 37  | +34 | 68.75 | [ 5 ] [ 6 ] [ 7 ] [ 8 ] [ 9 ] [ 10 ] |
| Club América         | mexikó   | 2020. december 29. | 2022. március 2.  | 50  | 26 | 12 | 12 | 68  | 48  | +20 | 52.00 | [ 11 ]                               |
| összesen             | összesen | összesen           | összesen          | 168 | 80 | 43 | 45 | 251 | 177 | +74 | 47.62 | —                                    |

## Sikerek

### Játékosként
- Argentin bajnok (3): 1996–97 (Apertura), 1996–97 (Clausura), 1997–98
- Libertadores-kupa: 1996
- Spanyol bajnok (2): 2000–01, 2002–03
- BL-győztes: 2001–02
- Európai Szuperkupa-győztes: 2003
- Interkontinentális kupa: 2002
- Olasz bajnok (3): 2005–06, 2006–07, 2007–08
- Olasz kupagyőztes: 2005–06

### Vezetőedzőként
Real Madrid
- FIFA-klubvilágbajnokság – győztes: 2018[12]

Club América
- CONCACAF-bajnokok ligája – döntős: 2021[13]

## Külső hivatkozások
- Inter profilja (olasz nyelven). inter.it
- Argentin League statisztika (spanyol nyelven). futbolxxi.com. [2009. január 14-i dátummal az eredetiből archiválva]. (Hozzáférés: 2018. november 2.)
- Santiago Solari (olasz nyelven). tuttocalciatori.net